# Matteo Alberti

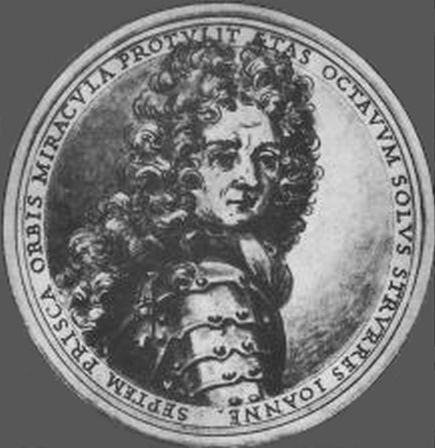
Matteo Alberti

Matteo Graf Alberti, auch Matteo d’Alberti (* 18. November 1647 in Venedig; † 23. Dezember 1735 ebenda), war ein italienischer Architekt und Ingenieur.

## Leben
Matteo Alberti wurde als ältester Sohn von Francesco Alberti (1619–1687) und dessen Frau Isabetta am 18. November 1647 geboren. Die im 15. Jahrhundert von Florenz nach Venedig ausgewanderte Familie Alberti gehörte dem zweiten Stand der venezianischen Bevölkerung an. Dieser bestand aus dem niederen Adel und angesehenen Familien des Bürgerstandes. Von seinem Vater, einem Militär- und Tiefbauingenieur, wurde er wahrscheinlich ausgebildet. Er besaß Kenntnisse in der Mathematik, Geometrie, Perspektive und den Militärwissenschaften.
Eine frühe und schnelle Karriere machte ihn ab 1666 zum Sachverständigen in der Stadtverwaltung Venedigs. 1680 war er Ordentlicher Sachverständiger und man bestätigte ihn nach dem Tode seines Vaters 1687 als dessen Nachfolger. In diesen Jahren unternahm er mehrere Auslandsreisen. Nach seinen Aufenthalten in Frankreich, England und Holland kehrte er 1684 nach Venedig zurück und nahm Beziehungen zum herzoglichen Hof in Mantua auf. Am 17. Februar 1685 erhielt er einen Grafentitel von dem Herzog Ferdinando Carlo (1685–1708), Herrscher von Mantua. Von nun an nannte er sich Cavaliere Conte Matteo Alberti. Erneute Reisen ins Ausland führten ihn erstmals auch nach Deutschland, wo er mit dem Pater Vincenzo Coronelli dessen Globen verkaufte. Der von Coronelli gegründeten ersten geografischen Gesellschaft der Welt, der Accademia cosmografica degli argonauti, gehörte er an.
Nach der gescheiterten Reparatur eines Deiches wurde er 1693 erneut aus Venedig verbannt (erstmals 1689). Gemeinsam mit seinem Bruder Sebastiano verließ er die Stadt und ging nach Wien. Durch die Vorführung eines Erd- und Himmelsglobus am kaiserlichen Hofe erlangte Matteo Alberti die Aufmerksamkeit des Kaisers Leopold I. Am 28. April 1694 wurde Alberti in den Reichsritterstand erhoben.

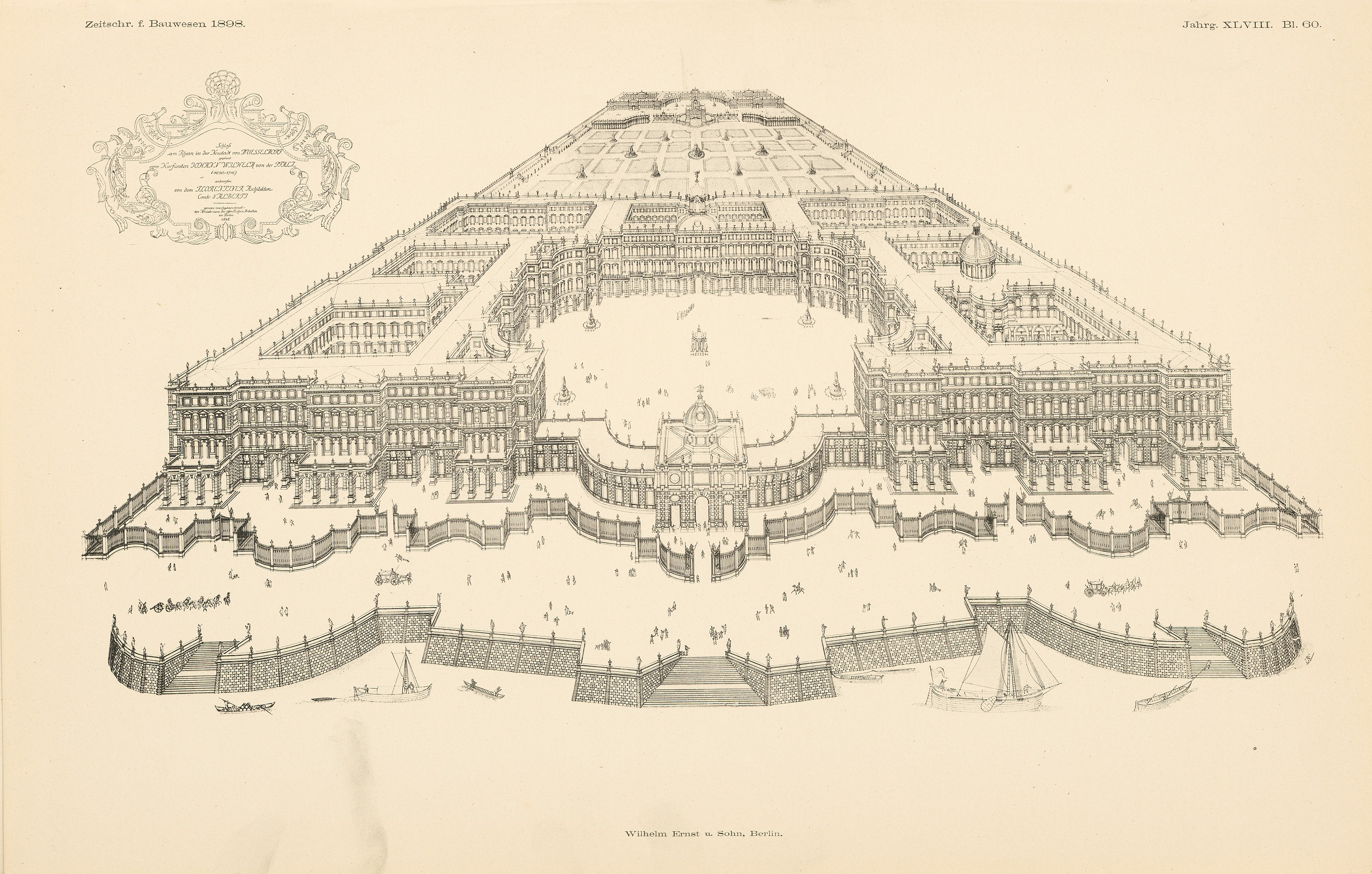
Albertis nicht verwirklichter Plan eines Schlossneubaus, als dessen gedachter Standort sowohl Heidelberg als auch Düsseldorf in Betracht gezogen wurden

Hier am Wiener Hofe kam es vermutlich zum Zusammentreffen von Matteo Alberti mit Johann Wilhelm II. von der Pfalz. 1694 trat er in den Dienst des Kurfürsten und ging mit ihm in dessen Residenzstadt Düsseldorf. Am 3. März 1695 wurde Matteo Alberti in den pfälzischen Grafenstand erhoben. Im Grafenstandsdiplom bezeichnete man ihn als Generalsuperintendent der Festungen, Gewässer, Wälder, Bauten aller Art und technischen Werke. Diese Leitungs- und Verwaltungsaufgaben wurden mit der Zeit stark erweitert. Er war für die Festungswerke und für Maßnahmen gegen Überschwemmungen des Rheins sowie dadurch entstandene Schäden verantwortlich. Die Überwachung des Handels im Land gehörte mit zu seinen Aufgaben. Somit bekleidete Alberti die Ämter vergleichbar denen eines Oberbaudirektors und obersten Wirtschaftsbeamten.
Auch während seiner Zeit am Düsseldorfer Hofe unternahm er – sowohl aus privatem wie aus dienstlichem Anlass – einige längere Reisen. Eine 1698 unternommene Reise nach Paris diente auch dem in Aussicht genommenen Erwerb eines bedeutenden Kunstnachlasses.
Unter Albertis Leitung arbeiteten verschiedene Künstler in Düsseldorf. Sein bedeutendster Schüler war der Venezianer Giacomo Leoni, der 1715 die Quattro libri von Andrea Palladio herausgab, nach Albertis vermutlichem Weggang 1712 nach London ging und zu den Architekten des englischen Palladianismus gehörte.
In Albertis Düsseldorfer Zeit fallen sämtliche seiner überlieferten Bauwerke.
Da der Kurfürst am 8. Juni 1716 verstorben war, da dessen Bruder und Nachfolger Philipp von der Pfalz die Residenz nach Heidelberg verlegte und die Düsseldorfer Künstler entließ, kehrte Matteo Alberti nach Venedig zurück. Über Albertis letzte venezianische Periode ist kaum etwas bekannt. Für seinen Freund, den Patrizier Domenico Cottoni, erstellte er ein Gutachten über die „Bonifikation“ seiner Ländereien. Er starb am 23. Dezember 1735 und wurde in einem Familiengrab in S. Angelo Michele beigesetzt.
Albertis architektonisches Werk ist an verschiedene Phasen der europäischen Baukunst der letzten beiden Jahrhunderte gebunden.

## Gesicherte Werke
- Altes Opernhaus, Düsseldorf (Nachfolger für das zwischen Ratinger Straße und Mühlenstraße gelegene „Tummelhaus“, zerstört)[5]
- Ertüchtigung und Erweiterung der Festung Düsseldorf
- Neues Schloss Bensberg
- Schlossprojekt für Heidelberg oder Düsseldorf (nicht ausgeführt)
- Ursulinenkirche St. Corpus Christi, Köln
- Galeriegebäude, Düsseldorf (nur der entstellte Ostflügel erhalten)

## Zuschreibungen (Auswahl)
- Cölestinerinnenkloster, Düsseldorf
- Hondheimsches Palais, Düsseldorf
- Grupello-Haus, Düsseldorf
- Palais Schaesberg, Düsseldorf
- Ursulinenklosters, Düsseldorf
- Schloss Malberg in der Eifel
- Karmelitessenkirche St. Joseph, Düsseldorf
- Jesuitenkolleg, Köln, Giebelfassade, Nordwest- und Westtrakt im Hof
- diverse Bürgerhäuser, Altäre, Kanzeln und Epitaphien

## Sonstiges
Die „Freimaurerloge Matteo Alberti zu Bensberg“ benannte sich nach Alberti, da es Hinweise gäbe, dass Kurfürst Johann Wilhelm einen „Schriftverkehr vorfreimaurerischen (alchimistischen) Inhaltes“ mit ihm geführt habe.